# シャキール・レナード
ダリアス・シャキール・レナード（Darius Shaquille Leonard, 1995年7月27日 - ）は、アメリカ合衆国サウスカロライナ州ニコルズ出身のプロアメリカンフットボール選手。現在はフリーエージェント。ポジションはラインバッカー。フィールドでのエネルギッシュで力強いプレーから、「マニアック」という愛称を持つ。

## 経歴

### カレッジ
2014年シーズンにレッドシャツのフレッシュマンとしてタックル数でチームをリードし、86回（ロス14回）のタックル、5サック、2 回のファンブルフォースを記録した。
2015年シーズンに70ストップを記録し、131⁄2のロスタックル、5サックとインターセプト2 回を記録し、レッドシャツの2年生としてオールカンファレンスセレクションファーストチームの座を獲得した。2016シーズンの後、レナードはMEAC最優秀守備選手賞に選ばれ、サウスカロライナ州立大学は4年連続でこの賞を受賞した最初の学校となった。
2016年シーズンは2インターセプトを記録し、1ファンブルフォースを記録した。2017年に73回のソロタックルを記録し、全米トップ10にランクインした。彼はまた、2017 シーズン後に再びMEAC最優秀守備選手賞を受賞した。

### インディアナポリス・コルツ
| 身長                                                           | 体重            | 腕 の 長 さ       | 手 の 大 き さ    | 40Yrd ダ ッ シ ュ | 10Yrd ス プ リ ッ ト | 20Yrd ス プ リ ッ ト | 20Yrd シ ャ ト ル | 3 コ 丨 ン ド リ ル | 垂 直 跳 び   | 立 ち 幅 跳 び      | ベ ン チ プ レ ス |
| -------------------------------------------------------------- | --------------- | ----------------- | ----------------- | ----------------- | -------------------- | -------------------- | ----------------- | ------------------- | ------------- | ------------------- | ----------------- |
| 6 ft 2 in (188 cm)                                             | 234 lb (106 kg) | 34+3⁄8 in (87 cm) | 10+1⁄4 in (26 cm) | 4.70 s            | 1.69 s               | 2.77 s               | 4.63 s            | 7.37 s              | 38 in (97 cm) | 10 ft 8 in (3.25 m) | 20 回             |
| All values from NFLコンバイン/サウスカロライナ州立大学プロデー |                 |                   |                   |                   |                      |                      |                   |                     |               |                     |                   |

#### 2018年シーズン
2018年のNFLドラフトにて全体36位でインディアナポリス・コルツに指名され入団した。レナードは、ドラフトで6番目に指名されたラインバッカーだった。
2018年7月23日、レナードは4年724万ドルの契約にサインした。この契約には、416万ドルの保証と335万ドルの契約ボーナスが含まれていた。

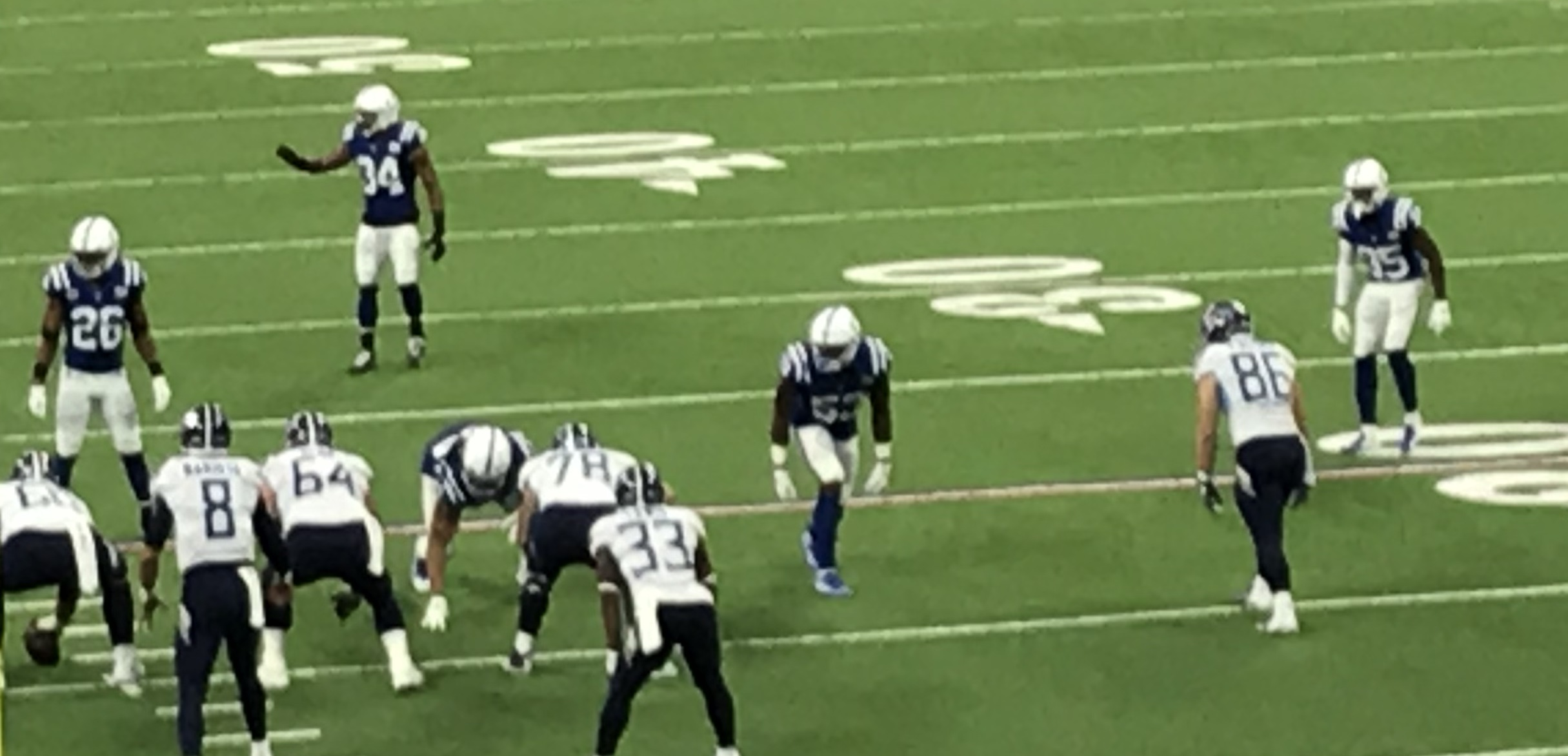
2018年11月のタイタンズ戦でのレナード（中央）

2018年9月16日のレッドスキンズ戦で、レナードはシーズン最高の19回のコンボタックル（15回のソロ）を記録し、キャリア初サックを記録した。そのパフォーマンスで、彼はAFC週間最優秀守備選手賞に選ばれた。2018年10月4日、合計54回のタックル（リーグをリードし、1994年以来のシーズンの最初の4週間で最も多かった）と9月に記録した4サック（すべてのルーキーをリード）の後、レナードはNFL月間最優秀新人守備選手賞に選ばれた。17週目のタイタンズ戦では、163回のタックルで1シーズンあたりのルーキーによるタックル数でコルツのフランチャイズ記録を破った。彼のパフォーマンスが評価され、レナードは再びAFC週間最優秀守備選手賞を受賞した。レナードは、12月のAFC月間最優秀守備選手賞を受賞した。彼は2018年のルーキーシーズンを、15試合中15試合に先発出場し、合計163タックル（111ソロタックル）、8パスディフレクション、7サック、2インターセプトで終えた。レナードは、2018年にルーキーの全選手の中で最も多くのタックルを記録した。

#### 2019年シーズン

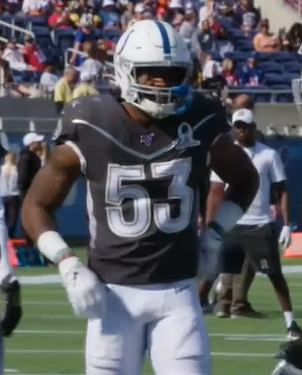
2020年のプロボウルでのレナード

2019年シーズンの第7週のテキサンズ戦でレナードはチーム最高の10タックルとクォーターバックのデショーンワトソンの投げたボールをインターセプトした。
このシーズンはキャリア初となるプロボウルに選出された。怪我で3試合欠場したが、71回のソロタックル、6回のロスタックルを含むチーム最高の121タックル、5サック、6回のパスカット、5回のインターセプト、2回のファンブルを記録した。また、レナードは1982年以来の、最初の25試合で10回以上のサックと5回以上のインターセプトを記録した最初のNFL選手となった。

#### 2020年シーズン
第15週のテキサンズ戦では、レナードは15タックルでチームをリードし、ワイドレシーバーのケケ・クーティーへのファンブルフォースを記録した。17週目のジャガーズ戦では、チーム最高の10回のタックル、1サックを記録した。レナードは、そのパフォーマンスが評価され、AFC週間最優秀守備選手賞に選ばれた。
2020年シーズンも2年連続でプロボウルに選ばれた。

#### 2021年シーズン
2021年8月8日にコルツと5年総額5,925万ドルの契約延長に合意し、NFLで最も高額なアウトサイドラインバッカーとなった。
第15週のペイトリオッツ戦では、10タックル、1ロスタックル、1ファンブルフォース、1インターセプトを記録し、AFC週間最優秀守備選手賞に選ばれた。
このシーズンはAP通信オールプロのファーストチームに選出された。レナードは、コルツ史上最多のラインバッカーによるオールプロ選抜数とオールプロファーストチーム選抜数を誇っている。
彼はまた、3年連続でプロボウルに選ばれた。
オフシーズン中に背中の手術を受け、椎間板に影響を受けた神経を治療した。

#### 2022年シーズン
第4週にシーズン初出場を果たすも、脳震盪と鼻骨骨折によりその後の3試合を欠場した。10月には2試合に出場したが、背中の怪我が再発し、シーズンの残りの試合を欠場した。

#### 2023年シーズン
開幕から先発出場していたが、慢性的な背中の怪我に加え、鼠径部も負傷し、出場スナップ数が減少した。2023年11月21日に解雇された。

### フィラデルフィア・イーグルス
2023年12月4日にフィラデルフィア・イーグルスと契約したが、プレーオフには出場せず、シーズン後にFAとなった。

## NFLキャリア成績
| Legend | Legend       |
| ------ | ------------ |
|        | リーグリード |
| Bold   | キャリアハイ |

| レギュラーシーズン | レギュラーシーズン | レギュラーシーズン | レギュラーシーズン | タックル | タックル | タックル | タックル | インターセプト | インターセプト | インターセプト | インターセプト | インターセプト | インターセプト | ファンブル | ファンブル | ファンブル |
| 年度               | チーム             | 出場               | 先発               | コンボ   | ソロ     | アシスト | サック   | PD             | Int            | 獲得ヤード     | 平均獲得ヤード | 最長           | TD             | FF         | リカバー   | TD         |
| ------------------ | ------------------ | ------------------ | ------------------ | -------- | -------- | -------- | -------- | -------------- | -------------- | -------------- | -------------- | -------------- | -------------- | ---------- | ---------- | ---------- |
| 2018               | IND                | 15                 | 15                 | 163      | 111      | 52       | 7.0      | 8              | 2              | 38             | 19.0           | 28             | 0              | 4          | 2          | 0          |
| 2019               | IND                | 13                 | 13                 | 121      | 71       | 50       | 5.0      | 7              | 5              | 92             | 18.4           | 80T            | 1              | 2          | 0          | 0          |
| 2020               | IND                | 14                 | 14                 | 132      | 86       | 46       | 3.0      | 7              | 0              | 0              | 0.0            | 0              | 0              | 3          | 2          | 0          |
| 2021               | IND                | 16                 | 16                 | 122      | 75       | 47       | 0.0      | 8              | 4              | 12             | 3.0            | 7              | 0              | 8          | 3          | 0          |
| 2022               | IND                | 3                  | 1                  | 11       | 8        | 3        | 0.0      | 1              | 1              | 15             | 15.0           | 15             | 0              | 0          | 0          | 0          |
| 2023               | IND                | 9                  | 9                  | 65       | 34       | 31       | 0.0      | 0              | 0              | 0              | 0.0            | 0              | 0              | 0          | 0          | 0          |
| 2023               | PHI                | 5                  | 3                  | 23       | 12       | 11       | 1.0      | 0              | 0              | 0              | 0.0            | 0              | 0              | 0          | 0          | 0          |
| キャリア           | キャリア           | 75                 | 71                 | 637      | 397      | 240      | 16.0     | 31             | 12             | 157            | 13.1           | 80T            | 1              | 17         | 7          | 0          |

| ポストシーズン | ポストシーズン | ポストシーズン | ポストシーズン | タックル | タックル | タックル | タックル | インターセプト | インターセプト | インターセプト | インターセプト | インターセプト | インターセプト | ファンブル | ファンブル | ファンブル |
| 年             | チーム         | 出場           | 先発           | コンボ   | ソロ     | アシスト | サック   | PD             | Int            | 獲得ヤード     | 平均獲得ヤード | 最長           | TD             | FF         | リカバー   | TD         |
| -------------- | -------------- | -------------- | -------------- | -------- | -------- | -------- | -------- | -------------- | -------------- | -------------- | -------------- | -------------- | -------------- | ---------- | ---------- | ---------- |
| 2018           | IND            | 2              | 2              | 27       | 15       | 12       | 0.0      | 1              | 0              | 0              | 0.0            | 0              | 0              | 1          | 1          | 0          |
| 2020           | IND            | 1              | 1              | 12       | 9        | 3        | 0.0      | 0              | 0              | 0              | 0.0            | 0              | 0              | 0          | 0          | 0          |
| キャリア       | キャリア       | 3              | 3              | 39       | 22       | 15       | 0.0      | 1              | 0              | 0              | 0.0            | 0              | 0              | 1          | 1          | 0          |